# Salmo 99
Il salmo 99 (98 secondo la numerazione greca) costituisce il novantanovesimo capitolo del Libro dei salmi.